# Річард Еллманн
Річард Девід Еллманн (англ. Richard David Ellmann) — американський літературний критик та біограф. Насамперед відомий як автор біографій ірландських письменників Джеймса Джойса, Оскара Вайлда та Вільяма Батлера Єйтса. 1960 року здобув Національну книжкову премію за нехудожню літературу за біографію «Джеймс Джойс» (1959), одну з найвідоміших літературних біографій XX століття. 1982 року виправлене видання книги також здобуло Меморіальну премію Джеймса Тейта Блека. У своїх академічних працях насамперед досліджував найвідоміших модерністичних письменників двадцятого століття.

## Біографія
Народився 15 березня 1918 року у місті Гайленд-Парк, США. Другий з трьох синів адвоката Джеймса Айзека Еллманн і його дружини Жанет Барсук. Його батько — єврей румунського походження, а мати — єврейка українського походження з Києва. Під час Другої світової війни Річард служив у Військово-морських силах США та Управлінні стратегічних служб. Навчався у Єльському університеті, здобувши ступінь бакалавра (1939), магістра (1941) та доктора філософії (1947; водночас здобувши премію імені Джона Едісона Портера). 1947 року здобув науковий ступінь магістра літератури Дублінського університету (Триніті Коледж), де Річард почав свої дослідження для написання біографії Єйтса. На бакалавраті у Коледжі Джонатана Едвардса (Єльський університет), Річард був членом студентського наукового товариства Фі Бета Каппа, літературного товариства Чі дельта Тета та разом із Джеймсом Енґтоном входив до складу виконавчого редакторського управління Єльського літературного журналу. Здобув ступінь науковця другого рангу (сучасний відповідник magna cum laude — магна кум ляуде, «з великою хвалою»).
Еллманн згодом почав викладати в Єльському університеті, де разом з Чарльзом Фейдельсоном-молодшим займався редакцією антології «Сучасна традиція» (англ. The Modern Tradition). Він також викладав в Університеті Нортвестерна, Оксфордському університеті, перш ніж 1980 року не став професором в Університеті Еморі, де працював до самої смерті. Водночас працював у ряді інших вищих навчальних закладах.
Еллманн видав збірку есе про чотирьох ірландських письменників — "Чотири Дубілнці: Вайлд Єйтс, Джойс і Бекетт " (1987).
1946 року одружився з есеїсткою Мері Доног'ю (1921—1989). Виховував трьох дітей: Стівен (н. 1951), Мод (н. 1954) та Люсі (н. 1956), перші двоє присвятили себе академічній кар'єрі, а Люсі стала романісткою та викладачкою з письма.
Помер 13 травня 1987 року на 69 році життя.